# 庫爾塞勒站
庫爾塞勒站（法語：Courcelles）是法國首都巴黎地鐵2號線的一個車站，地處巴黎8區和巴黎17區的界線，得名于庫爾塞勒大道。庫爾塞勒站開業於1902年10月7日，是巴黎地鐵2號線延伸工程的一部分。

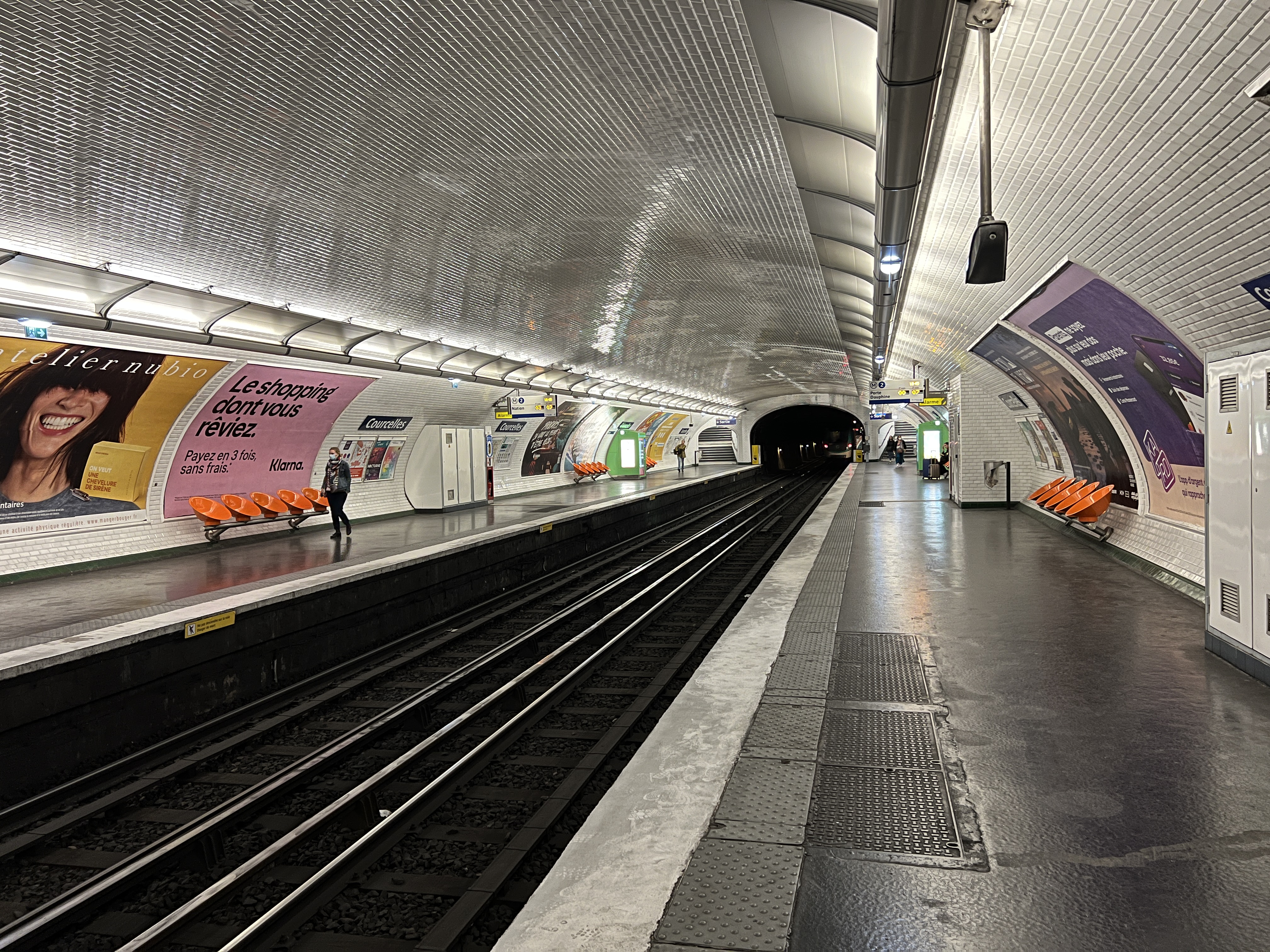
月台 (2022年7月)

## 車站結構
| G 街道   |                    |                      |
| M        | 月台連接夾層       |                      |
| P 月台層 | 側式月台，右側開門 | 側式月台，右側開門   |
| P 月台層 | 1號月台            | 往太子妃门（泰尔讷） |
| P 月台層 | 2號月台            | 往民族廣場 （蒙梭）  |
| P 月台層 | 側式月台，右側開門 |                      |